# カイン・R・ハインライン
カイン・R・ハインライン (Kain R. Heinlein) は、SNK（SNKプレイモア）の対戦型格闘ゲーム『餓狼 MARK OF THE WOLVES』に登場する架空の人物。

## キャラクター設定
アメリカ・セカンドサウス内の貧民街で最も酷い地区に生まれたが、既に両親は亡くなり、唯一の肉親は姉・メアリーであった。後にメアリーはギース・ハワードの妻となり、息子のロック・ハワードを産んだ。カインとの対戦前のデモでメアリーの肖像画が現れるが、彼女は整った顔立ちの女性であることが分かる。
カインが生活していた地区では、生きるための糧となるものは金と力であった。カインは小さな体で戦いを続け、ストリートファイトで僅かな金を手に入れながら生き抜いてきた。
『餓狼 MARK OF THE WOLVES』（以下『MOW』と表記）より19年前、セカンドサウスのスラム街で暮らしていた頃に、カインが唯一「親友」と呼べる「アベル・キャメロン」という少年がいた。カインもアベルも、お互いに孤児であった頃に出会った。寝食を共にし、どんな時でもお互いに助け合ってきた2人は、お互いを理解しあうほどの仲となった。
ある日カインとアベルは、自分たちと同年代の子供がチンピラたちに撲殺されるのを目撃した。2人は死んだ子供を埋葬すると、カインはアベルに対して、「戦わずして朽ち果てたくない。いつかここを抜け出して全てを手に入れてやる」と宣言し、アベルにも一緒に来てほしいと呼びかける。カインは、全てを手に入れる力を得るためにも、アベルの助けが必要であるとも話した。アベルはカインに同意し、2人の間に固い絆が結ばれた。
カインが8歳のとき、ストリートファイト中のカインの姿が、その場を偶然通りかかったファミリー（秘密結社）のドン・パパスの目に止まった。カインは自身の強さをドン・パパスに買われて、以後ファミリーの一員となった。そして、組織内で権力を強めていったカインは、いつしかドン・パパスを追い落とし、組織のボスにまで登りつめた。
カインはいつしか、生きた目を持つ人間がいないセカンドサウスを独立化させ、力で力を統率する世界を創りだすこと、真の意味での自由をセカンドサウスにもたらすことを考えるようになった。弱者に対して寛容すぎる社会に未来は無いこと、何の目的も持たず、惰性に過ごす無力な人間を、「生きる」ということに対して真摯に立ち向かわせために駆逐すること、血で血を洗い、争い合うことの中にこそ人間の真実があることをカインは悟る。カインのこのような考えは、幼い頃の生活が大きな原因であり、彼の行動原理となった。
『MOW』の出現デモでは、何の理想も持たず、惰性に生きる者を嫌い、排除し、セカンドサウスを自分の理想の世界に創りあげることをプレイヤーに語る。ロック、グラント、カイン自身以外のプレイヤーたちに敗れた後は、その強さを認めるも、その後まもなく建物が崩壊し、カイン自身も姿を消す。牙刀のエンディングでは、カインにとどめを刺そうとする牙刀を彼の父親が襲撃し、「（カインを）ここで死なせるのは惜しい」として、カインを助けてどこかへ立ち去ってゆく。
ロックのエンディングでは、カインはロックに対して「ギースの死後に、彼の遺書が発見された」「君の母親（メアリー）は生きている」という趣旨の話を聞かせており、ロックをどこかに連れていく。
自身のエンディングでは、カインの存在を目障りに感じて排除しようとしていた組織の人間のもとに、グラントとともに強襲する。
『餓狼伝説 City of the Wolves』（以下『餓狼CotW』）では数々の敵対組織と戦いカインの姉でカインの甥ロックの母メアリーがある組織に捕まっている事を知る。姉を助ける為に必要な物を手に入れる為『餓狼MOW』終盤以降現在はロックと行動を共にしている。KOF開催を聞きカインは姉を救う為ロック共々KOFに赴く。
現在のカインの容貌は面長の顔に長い金髪で、全体を白を基調とした洋装で身を包んでいる。一人称は「私」だが、グラント（アベル）との会話では「俺」に変わる。
名前の由来は、旧約聖書創世記の登場人物カインより。

## ゲーム上の特徴
『MOW』の最終ボスとして登場。対CPU戦にてグラント戦に勝つまでコンティニューなしでゲームを進め、なおかつグラント戦までの全戦のファイティングレベルが平均で「AAA」ランク以上に達していると、グラント撃破後にカインが最後の相手として登場する。このカインを倒すことで、使用キャラクターごとの個別のエンディングを見ることができる。 
格闘スタイルが「暗黒真空拳」となっているが、これがどのようなものなのかは不明。
性能的には、必殺技がどれも溜めコマンドとなっている、いわゆる「タメキャラ」。通常技は、近距離立ち強パンチを除いて、近距離と遠距離の区別が無い。必殺技はどれも青白い炎を纏わせる技を持つ。飛び道具の「シュワルツフレイム」は、射出すると同時に後方に飛び上がる分、反撃を受けにくい。「シュワルツランツェ」をブレーキングしてガードさせると、カイン側が圧倒的に有利になる。T.O.P状態でこの技を全段当てたときの威力の高さはかなりのものである。
超必殺技は、2つともガードクラッシュ値が高く、相手の攻撃と相打ちになっても発動するため、全キャラクターの中でも使いやすいものとなっている。 
グラントと同様に、隠しコマンドやルーレットで使用可能。

## 技の解説
カインの技名にはドイツ語が使われている。

### 通常投げ
シュワルツモーント　
語源はschwarz mond（黒い月）。
相手を掴んで、後方転回しながら炎を吹き出して蹴り飛ばす。カインの通常投げは全キャラクター中で最も高い威力を持ち、相手を画面端に追い詰めた状態で決めれば追撃が可能。

### 必殺技
カインの通常の必殺技は『MOW』ではタメコマンドである。
シュワルツフレイム
語源はschwarz flamme（炎）。ただしフレイムは発音からすると英語のflameの可能性もある。
後ろに小さく跳ねつつ、弱は水平に、強は斜め上前方へ炎を放つ。後方へ跳ね上がる分、反撃を受けにくく、特に強は飛んでくる相手に対する牽制にもなる。
シュワルツパンツァー
語源はschwarz panzer（戦車、鎧）。
炎を出して体に纏いつつ、前方へ突進していく。弱は弱攻撃からでも連続技になる。強は発生が遅いがブレーキング対応技であり、突進力に優れている。
シュワルツランツェ
語源はschwarz lanze（槍）。
炎を吹き上げつつ、片足を斜め上に突き出しながら飛び上がり、上昇しきったところで斜め下へ炎を放ち、カイン本体は降下していく。出際が無敵状態であり、攻撃判定の大きさにも優れているため、反撃手段や対空迎撃に活用できる。
「シュワルツパンツァー」と同様にブレーキング対応技である。この技をブレーキングすると、技自体が非常に早く終了し、ブレーキングしたところで相手にガードさせると、カイン側が相手よりも早く行動可能となる。
シュワルツ・ロンド
『CotW』からの技。目の前に起爆する炎の球体を設置する。

### T.O.Pアタック・REVブロウ
シュワルツ・シュトゥース
語源はschwarz schutze（狙撃手）。
炎を身に纏いつつ、横蹴りを放ちながら水平方向に突進していく。蹴りのリーチも突進距離もかなり長いが、技の隙も大きい。
シュワルツ・シュトゥース・ルフト
『CotW』の空中REVブロウ。空中で斜め下に向かって飛び蹴りを放つ。

### 超必殺技・潜在能力・ヒドゥンギア
ヒムリッシュ・アーテム
語源はhimmlisch atem（天からの息吹）。
その場で片手を天にかざし、勢い良く振り下ろすと、自分の前方上から真下に向かって光り輝く大きな気弾を落下させる。潜在能力版は気弾を3発落とすが、相手の攻撃と相打ちになると落ちてくる気弾は1発のみ。
コマンドが完成すれば、相手の攻撃と相打ちになったとしても気弾は必ず落ちてくる。ガードクラッシュ値も高く、とりわけ潜在能力版は3発ともガードさせれば、グリフォンマスクやグラントのT.O.Pアタックを超える。さらに、ガードさせた場合はカイン側が先に動くことができ、ジャンプ攻撃からさらに地上の攻撃にもつなげてガードさせ、ガードクラッシュを誘発するということもできる。
ヒムリッシュ・アーテム・ネオ
『CotW』からの技で、ヒムリッシュ・アーテムの代わりに実装。
ヒムリッシュ・ゼーレ
語源はhimmlisch seele（神々しい魂）。
両腕を構えてから、光り輝く気の塊を前方へ撃ち放つ。気の塊は複数ヒットする。超必殺技版は画面端まで飛んでいかない。潜在能力版は気の塊の色が黄金になり、超必殺技版よりもさらに遅い弾速で、波を描くように飛んでいく。ヒット数の増加だけでなく、与えるダメージやガードクラッシュ値も大幅に上がる。
画面端を背負わせて通常投げの「シュワルツモーント」を決めた相手に、潜在能力版で追撃することができる。
ヒムリッシュ・エーデルシュタイン
『CotW』のヒドゥンギア。サマーソルトキックで浮かせた相手を追いかけて追撃し、倒れた相手に「ヒムリッシュ・アーテム」を連発する。

## 担当声優
- 橋本潤（餓狼MOW）
- 中村悠一（餓狼伝説CotW）

## 関連人物
- ロック・ハワード - 甥、敵対関係、『餓狼MOW』終盤以降母が生きてる事を仄めかし強引に仲間に引き込む
- テリー・ボガード - 敵対関係
- ギース・ハワード - 義兄
- メアリー - 姉
- ヴォルフガング・クラウザー - 義兄の異母兄弟
- グラント - 親友兼幼馴染
- ボックス・リーパー - グラントの部下、部下
- 牙王 - 牙刀の父、牙刀に止めを刺されそうになった所を興味を持たれ助けて貰った命の恩人
- Mr.BIG -『餓狼CotW』において姉を誘拐し人身取引としてギースの遺産である「秦の秘伝書」を要求される。一方で死の淵を彷徨っていた姉の病を治療するなど命の恩人という一面もある